# 스펙트럼 정리
선형대수학과 함수해석학에서 스펙트럼 정리(spectrum定理, 영어: spectral theorem)는 선형작용소들을 그 고윳값 및 고윳값의 일반화인 스펙트럼으로 나타내는 일련의 정리들이다.

## 행렬에 대한 스펙트럼 정리
{\displaystyle A\colon \mathbb {C} ^{n}\to \mathbb {C} ^{n}}이 {\displaystyle n\times n} 에르미트 행렬(정규 행렬만 되어도 충분하다.)이라고 하자. 그렇다면, 스펙트럼 정리에 따르면 {\displaystyle A}의 고유벡터들로 구성된, {\displaystyle \mathbb {C} ^{n}}의 정규 직교 기저가 존재한다. 다시 말해, {\displaystyle A}는 다음과 같은 꼴로 나타낼 수 있다.
{\displaystyle A=U\operatorname {diag} (\lambda _{1},\dots ,\lambda _{n})U^{*}}
여기서 {\displaystyle U}는 유니터리 행렬이며, {\displaystyle \lambda _{1},\dots ,\lambda _{n}}은 (중복도를 고려한) {\displaystyle A}의 고윳값들이다.
마찬가지로, 실수 대칭행렬 {\displaystyle A\colon \mathbb {R} ^{n}\to \mathbb {R} ^{n}}이 주어졌을 때, 스펙트럼 정리에 따라
{\displaystyle A=Q\operatorname {diag} (\lambda _{1},\dots ,\lambda _{n})Q^{T}}
로 적을 수 있다. 여기서 {\displaystyle Q}는 직교행렬이며, {\displaystyle \lambda _{1},\dots ,\lambda _{n}}은 (중복도를 고려한) {\displaystyle A}의 고윳값들이다.

## 콤팩트 작용소에 대한 스펙트럼 정리
힐베르트 공간 {\displaystyle {\mathcal {H}}} 위에 콤팩트 자기 수반 작용소 {\displaystyle A\colon {\mathcal {H}}\to {\mathcal {H}}}가 존재한다고 하자. 그렇다면, 스펙트럼 정리에 따르면 {\displaystyle A}의 고유벡터들로 구성된, {\displaystyle {\mathcal {H}}}의 정규 직교 기저가 존재하며, 모든 고윳값들은 실수이다.

## 일반적 작용소에 대한 스펙트럼 정리
힐베르트 공간 {\displaystyle {\mathcal {H}}} 위에 부분적으로 정의된 자기 수반 작용소
{\displaystyle A\colon \operatorname {dom} A\subset {\mathcal {H}}\to {\mathcal {H}}}
가 존재한다고 하자. 그렇다면, 스펙트럼 정리에 따르면 다음 조건을 만족시키는 측도 공간 {\displaystyle (X,\Sigma ,\mu )} 및 가측 함수 {\displaystyle f\colon X\to \mathbb {R} } 및 유니터리 작용소
{\displaystyle U\colon {\mathcal {H}}\to L^{2}(X)}
가 존재한다 ({\displaystyle \operatorname {dom} U={\mathcal {H}}}, {\displaystyle U({\mathcal {H}})=L^{2}(X)}).
{\displaystyle A=U^{-1}fU}

## 같이 보기
- 행렬 분해
- 표준 형식
- 조르당 표준형
- 특잇값 분해
- 고유값 분해

## 참고 문헌
- Halmos, Paul (1963년 3월). “What does the spectral theorem say?” (PDF). 《The American Mathematical Monthly》 (영어) 70 (3). doi:10.2307/2313117. JSTOR 2313117.